# Plus noir que vous ne pensez
Plus noir que vous ne pensez (titre original : Darker Than You Think) est un roman fantastique de Jack Williamson, publié pour la première fois aux États-Unis sous forme de nouvelle dans le magazine Unknown en 1940.

## Résumé
Une expédition revient du désert de Gobi avec un coffre qui contient un terrible secret, la preuve que depuis cent mille ans un clan secret, dissimulé parmi les vrais hommes, travaille à la perte de l'humanité. Mondrick, le chef de l'expédition annonce que le messie de ce clan, « l'Enfant de la Nuit », doté des plus grands pouvoirs, va bientôt apparaître parmi les hommes. Will Barbee, journaliste, assiste à l'arrivée et y rencontre une superbe femme rousse, April Bell, dont il tombe amoureux. Il va mener son enquête et découvrir progressivement sa véritable nature.
Ce roman revisite d'une façon tout à fait originale le thème du loup-garou, avec un dénouement totalement inattendu.

## Éditions
- Première édition américaine : 1948
- Première édition française : 1961 aux éditions Hachette/Gallimard dans la collection Le Rayon fantastique, avec une couverture de Jean-Claude Forest
- Première édition de poche : 1978 chez Pocket, collection Science-fiction